# Iota (orkaan)
Orkaan Iota was een orkaan van categorie 5 die in Centraal-Amerika aan land kwam. Als eenendertigste depressie, dertigste storm, dertiende orkaan en zesde majeure orkaan van het Atlantisch orkaanseizoen 2020 ontstond Iota in het centrale deel van de Caraïbische Zee op 13 november. Iota groeide snel in intensiteit en werd op 16 november de eerste categorie 5 orkaan van het jaar, waarmee de storm de recordbrekende reeks van achtereenvolgende jaren met een categorie 5 orkaan, die sinds 2016 gaande is, voortzet. Ook zorgde het ontstaan van Iota ervoor dat 2020 het enige jaar ooit was waarin 2 majeure orkanen in november ontstonden.
Iota volgde een vergelijkbaar pad met vele andere stormen eerder dit jaar, waaronder Marco, Nana, Gamma, Delta, Zeta en Eta. Deze laatste nam exact hetzelfde pad door de Caraïbische Zee met een vergelijkbare sterkte minder dan twee weken voordat Iota dit deed. Eta zorgde voor veel schade en doden in Centraal-Amerika, wat de situatie voor Iota verergerde.

## Verloop

Een snel versterkende Iota op 16 november.

Op 8 november 2020 begon de NHC met het volgen van een nog onontwikkeld lagedrukgebied, die in de Caraïbische Zee zou ontstaan, waar Eta twee weken eerder ook was ontstaan. Op 10 november bewoog er een tropische golf naar het westen en de Caraïbische Zee in. Deze tropische golf creëerde hierna een lagedrukgebied, waarna het systeem snel versterkte tot Tropische depressie 31 op 13 november.

## Gevolgen
In Colombia verloren 7 mensen het leven als gevolg van de orkaan terwijl deze aan het versterken was op 15 november. Het eiland Providencia, waarover het zuidelijke deel van de oogwand trok, verloor 98% van zijn infrastructuur door Iota.
In Nicaragua zijn meer dan 62.000 mensen geëvacueerd en toen Iota op 17 november als een categorie 4 orkaan aan land kwam in de buurt van het dorp Haulover, zo'n 25 kilometer ten zuiden van waar Eta twee weken eerder aan land kwam, hadden minimaal 400.000 mensen te maken met de storm en was er door het uitvallen van de elektriciteit bijna geen communicatie meer met de stad Puerto Cabezas.
Ook Honduras werd hevig geraakt door de orkaan. Veel mensen waren nog aan het herstellen van Eta toen Iota over het land trok en ongeveer 90% van de wijk La Lima in San Pedro Sula stond onder water, wat nog niet volledig was weggetrokken na Eta. Minder dan 100 mensen zouden door de twee orkanen gedood zijn.

## Records
- Iota is de sterkste orkaan van het Atlantisch orkaanseizoen 2020.
- Toen Iota een majeure orkaan werd, werd 2020 het enige jaar ooit waarin twee majeure orkanen in november zijn ontstaan.[8]
- Iota is de laatst in het jaar ontstane categorie 5 orkaan ooit, een record dat deze afpakte van orkaan "Cuba 1932".[9]
- Iota verlengde bij het versterken tot een categorie 5 orkaan de recordbrekende reeks van achtereenvolgende jaren met een categorie 5 orkaan.
- Iota is de eerste categorie 5 orkaan met een Griekse letter als naam.[10]
- Iota is de sterkste orkaan met een Griekse letter als naam ooit.